# Amanikhabale
Amanikhabale a núbiai Kusita Királyság uralkodója volt az i. sz. 1. században vagy talán az i. e. 1. században.
Amanikhabale számos leletről ismert: egy Meroéban talált áldozati tábláról, egy kawai bronzkúpról, egy nakai tálról, valamint egy sztéléről a meroéi Ámon-templomból. Ő építette a baszai templomot.
Piramisát eddig nem sikerült teljes bizonyossággal azonosítani, de a legtöbben a meroéi piramisok közül a Beg. N2-t tartják annak.

## Fordítás
- Ez a szócikk részben vagy egészben  az   Amanichabale című német Wikipédia-szócikk ezen változatának fordításán alapul.  Az eredeti cikk szerkesztőit annak laptörténete sorolja fel. Ez a jelzés csupán a megfogalmazás eredetét és a szerzői jogokat jelzi, nem szolgál a cikkben szereplő információk forrásmegjelöléseként.